# Ataqut
Ataqut (armeniska: T’aghot, Թաղոտ, T’aghut, Թաղուտ) är en ort i Azerbajdzjan.   Den ligger i distriktet Xocavənd Rayonu, i den södra delen av landet, 270 kilometer väster om huvudstaden Baku. Ataqut ligger 840 meter över havet och antalet invånare är 198.
Terrängen runt Ataqut är huvudsakligen kuperad, men västerut är den bergig. Närmaste större samhälle är Fizuli, 16,0 kilometer öster om Ataqut. 
Trakten runt Ataqut består till största delen av jordbruksmark. Runt Ataqut är det ganska glesbefolkat, med 25 invånare per kvadratkilometer.